# U-865
 U-865  — немецкая подводная лодка типа IXC/40, времён Второй мировой войны. 
Заказ на постройку субмарины был отдан 25 августа 1941 года. Лодка была заложена 5 января 1943 года на верфи судостроительной компании АГ Везер, Бремен, под строительным номером 1073, спущена на воду 12 июля 1943 года, 25 октября 1943 года под командованием оберлейтенанта Дитриха Штельмахера вошла в состав учебной 4-й флотилии. 1 июля 1944 года вошла в состав 10-й флотилии. Лодка совершила 1 боевой поход, Успехов не достигла. Покинула норвежский Тронхейм 9 сентября 1944 года и пропала без вести вместе с 59 членами экипажа. 